# プロストラチン
プロストラチン (prostratin, 12-deoxyphorbol 13-acetate) はサモアのママラ（Homalanthus nutans、トウダイグサ科）の木に含まれているプロテインキナーゼC活性化剤である。プロストラチンは1976年に、オーストラリアのピメレア属（ジンチョウゲ科）植物 Pimelea prostrata から新規ホルボール類縁体として初めて単離された。後に、民族植物学者のポール・アラン・コックスとアメリカ国立癌研究所 (NCI) の研究チームが行った、サモア人ヒーラーの伝統的な知識に関する研究で、プロストラチンの抗ウイルス活性が発見された。サモア人ヒーラーは肝炎の治療にママラの木を用いていた。ホルボールエステル類縁体はCD4+T細胞（ヘルパーT細胞）に潜伏しているヒト免疫不全ウイルス (HIV) を活性化させ、健康な細胞へのウイルスの感染を阻害する。プロストラチンは発がんプロモーション活性を示さないことから、HIV感染に対する治療に有用である可能性が示された。

## 概説
プロストラチンは、ゲノムに潜伏感染したウイルスを活性化するユニークな活性や、健康な細胞へのウイルスの感染を阻害すること、また民族植物学によって発見されたことなどから興味を持たれている。サモアの先住民族知的財産権を保護するための先駆的な合意が、サモア政府と米国のAIDS Research Allianceおよびカリフォルニア大学バークレー校の間でそれぞれ交わされている。2001年に、AIDS Research Allianceの利益の20%をサモアの人々に還元する合意が成された。カリフォルニア大学バークレー校のJay Keaslingの研究チームはプロストラチンの生合成遺伝子の単離を試みており、2004年、サモアとカリフォルニア大学バークレー校は遺伝子産物から得られた商業的利益をサモアと均等に分配することに合意した。
2008年、スタンフォード大学のポール・ウェンダーらは、ホルボールからわずか4段階でプロストラチンを合成することに成功した。この実用的合成法によりグラム単位でプロストラチンを供給することが可能となり、医薬開発への重要な前進となった。
2010年に、AIDS Research Alliance（カリフォルニア州ロサンゼルス）は、スタンフォード大学の研究チームで開発された技術の独占権を得る新たな技術供与契約をスタンフォード大学と結んだことを発表した。
プロストラチンは、12-O-テトラデカノイルホルボール 13-アセタート (TPA) などのホルボールエステルとは異なり、発癌プロモーター様活性はほとんど示さず、逆に抗発がんプロモーション活性を示す。